# سلطة البابايا الخضراء
سلطة البابايا الخضراء هي سلطة حارة مصنوعة من البابايا غير الناضجة. يرجح أن يكون أصلها من لاوس، وهي طبق يؤكل في جميع أنحاء جنوب شرق آسيا. معروفة محلياً في كمبوديا باسم بوك لأهونغ وفي لاوس باسم تام سوم (باللاوية: ຕໍາສົ້ມ) أو الاسم الأكثر تحديدًا تام ماك هونغ (باللاوية: ຕໍາໝາກຫຸ່ງ) وفي تايلاند باسم سوم تام (بالتايلندية: ส้มตำ)‏، وفي فيتنام باسم هاي دودو. تم تصنيف النسخة التايلاندية، في المرتبة 46 من بين أكثر 50 طبق لذيذ في العالم تم تجميعها بواسطة سي إن إن جو في عام 2011  وتم تحديثها في عام 2018.

## التاريخ
سلطة البابايا الخضراء مقتبسة من طبق لاوي عرقي يعرف باسم تام سوم (حرفيًا «المكونات الحامضة»)، التي تستخدم الفواكه والخضروات المحلية مثل المانجو الأخضر (غير الناضج) أو الخيار كمكونات رئيسية، للحصول على المذاق الحامض في المقام الأول. على الرغم من أن سلطة البابايا الخضراء مرتبطة ارتباطًا عميقًا بلاوس ومنطقة لاو العرقية في إيسان، ولكن ولسوء الحظ وكمعظم الأطباق في جنوب شرق آسيا، لم يتم تسجيل أصولها الحقيقية. ويعزى ذلك بشكل رئيسي إلى أنه حتى وقت قريب، تم التركيز على تناقل العادات والتقاليد بشكل شفهي أكثر من من التدوين.
بعد التبادل الكولومبي ، تم إدخال المحاصيل غير المحلية مثل الطماطم والبابايا والذرة والأناناس والفلفل الحار إلى جنوب شرق آسيا من خلال الموانئ البحرية المختلفة في تايلاند الحديثة وكمبوديا وفيتنام عبر الفلبين  ومالاكا . من خلال التجارة مع البرتغاليين والأوروبيين، انتشرت زراعة المحاصيل والمكونات غير المحلية بسرعة في جميع أنحاء جنوب شرق آسيا. ولكون تايلاند واحدة من نقاط الدخول والمكان الذي تم تداول وتقديم البابايا إلى الأوربيين فقد شاع الاعتقاد بأن الطبق قد يكون له أصل تايلندي.

## التحضير

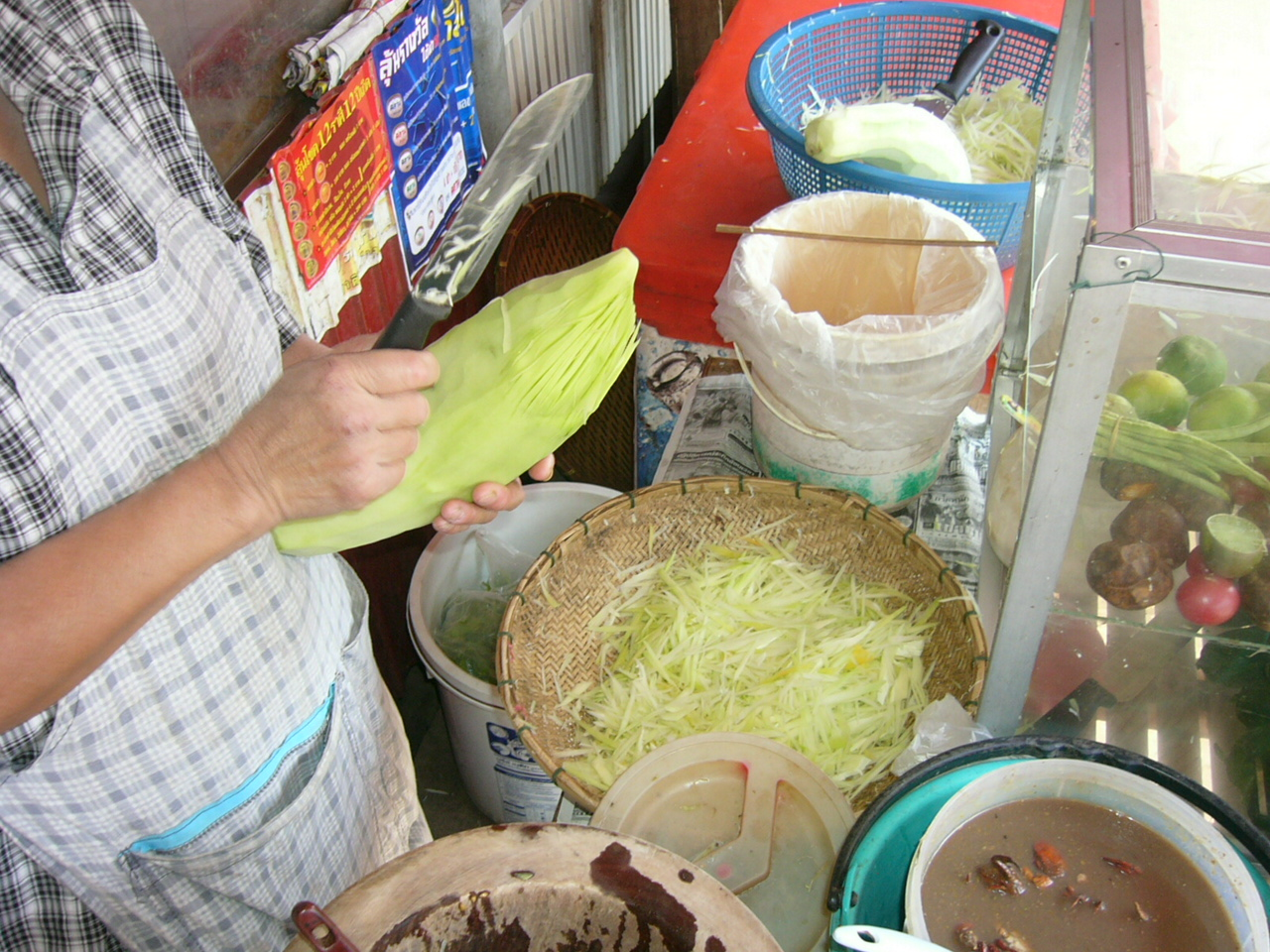
تقطيع البابايا إلى شرائح رفيعة أثناء الإعداد

يجمع الطبق بين الأذواق الخمسة الرئيسية للمطبخ المحلي: الليمون الحامض، الفلفل الحار، الملح، صلصة السمك ، والحلاوة المضافة بواسطة سكر النخيل. يتم خلط المكونات وطحنها في الهاون بشكل بسيط. وكما يدل اسم تام سوم ، فإن الحموضة هي الطعم السائد.
على الرغم من استخدام البابايا والتي قد يظن المرء أنها حلوة، لكن هذه السلطة تكون لذيذة بالفعل باستخدام البابايا الغير ناضجة والتي لا تتمتع بنكهة منعشة.

### مكونات إضافية

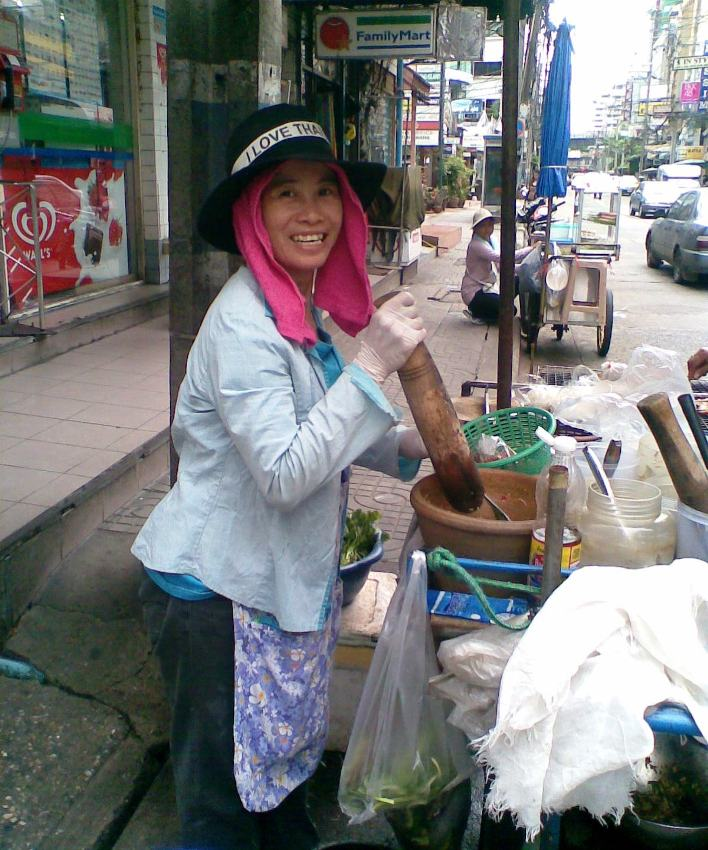
بائعة متجولة تطحن سلطة البابايا الخضراء في بانكوك

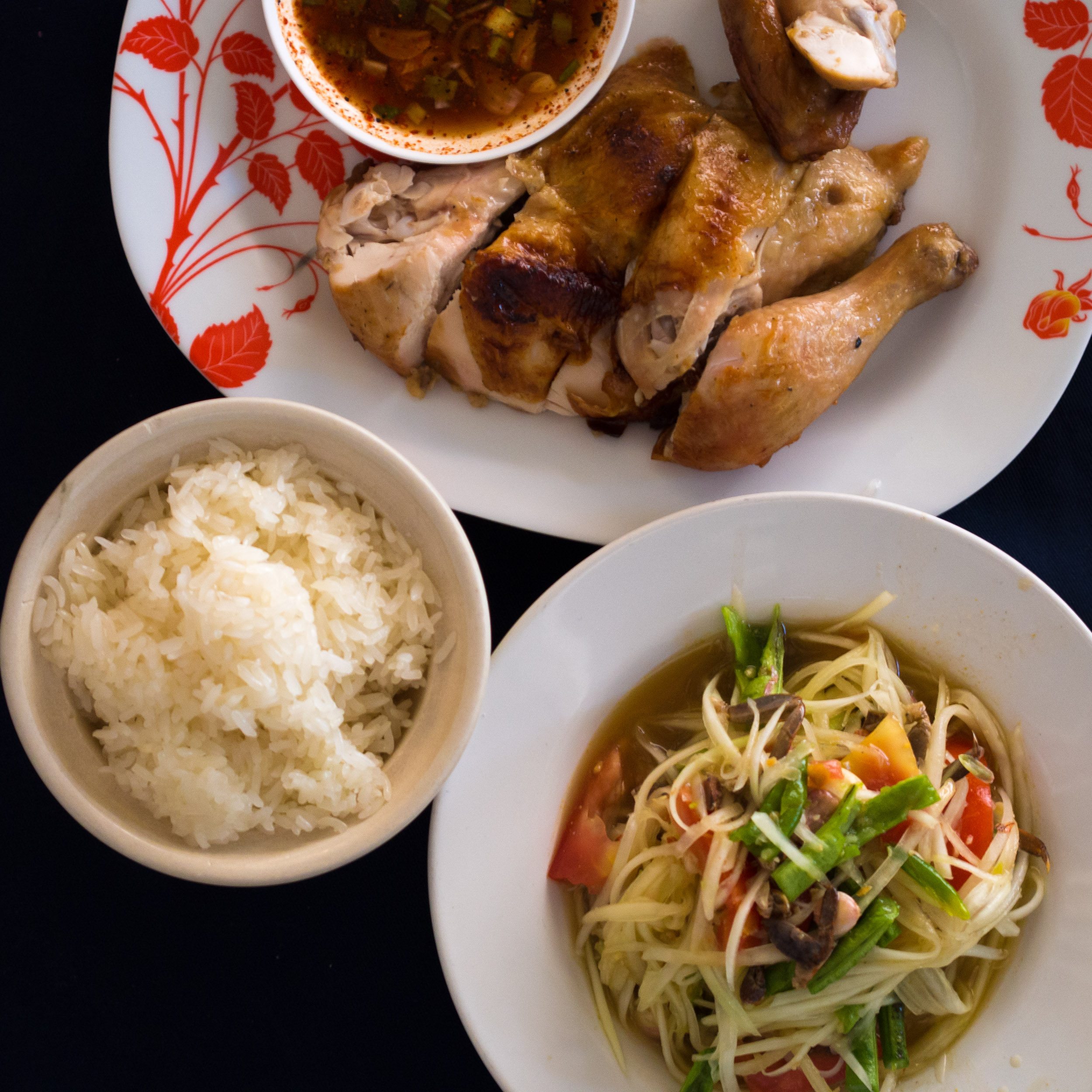
سلطة البابايا الخضراء والدجاج المشوي والأرز اللزج هي طبق شائع في تايلاند

جنبا إلى جنب مع البابايا، تتم إضافة بعض أو معظم العناصر الثانوية التالية وطحنها في الهاون:
- حبوب الهليون
- صلصة «سلطعون حقل الأرز». والتي تنتمي إلى أجناس سلطعون المياه العذبة.[5][6]
- فلفل حار
- روبيان مجفف
- صلصة السمك
- ثوم
- خوخ
- ليم
- سكر النخيل
- معجون الروبيان
- سمك مخلل
- باذنجان تايلندي
- طماطم

غالبًا ما يتم تقديم سلطة البابايا الخضراء مع الأرز الدبق والدجاج المشوي. يمكن أيضًا تناولها مع نودلز الأرز الطازج أو ببساطة كوجبة خفيفة بحد ذاتها.

## الاختلافات
سلطة البابايا الخضراء هي ابتكار لشعب لاو. و توجد أشكال مختلفة من الطبق في جميع أنحاء تايلاند وكمبوديا وفيتنام وكذلك في الغرب، حيث يُعرف باسمه التايلاندي.
بدلاً من البابايا، يمكن استخدام مكونات الأخرى كمكون رئيسي. تشمل الاختلافات الشائعة في لاوس وتايلاند ما يلي:
- مع الخيار، وعادة ما تكون صغيرة متنوعة
- مع المانجو الأخضر وغير الناضج
- مع الموز ، بينما لا يزال أخضر وغير ناضج
- مع سانتول، الغير ناضج
- مع زهرة الموز
- مع عنب الثعلب الملايو
- مع بوميلو
- مع النقانق مو يو
- مع الفواكه المختلطة

## اقرأ أيضاً
- كامينغز، جو. (2000). الغذاء العالمي: تايلاند . المملكة المتحدة: الناشرين كوكب وحيد. ص.   157-8. (ردمك 1-86450-026-3) ISBN   1-86450-026-3
- وليامز، الصين '' وآخرون '' . (). «جنوب شرق آسيا على قدم المساواة: رحلات كبيرة على ميزانيات صغيرة.» كوكب وحيد. ص.   31. (ردمك 1-74104-164-3) ISBN   1-74104-164-3
- بريسيندين، روزماري. (2007). طعام جنوب شرق آسيا: الأطباق الكلاسيكية والحديثة من إندونيسيا، ماليزيا،. . تاتل النشر. ص.   434 - 439. (ردمك 0-7946-0488-9) ISBN   0-7946-0488-9
- مكديرموت، نانسي. (1992). التايلاندية الحقيقية: أفضل ما في الطبخ الإقليمي في تايلاند. كرونيكل كتب. ص.   121 - 146. (ردمك 0-8118-0017-2) ISBN   0-8118-0017-2

## روابط خارجية
- فيديو عن طريقة تحضير السوم تام التايلندية
- تاريخ السوم تام التايلندية
- وصفة سوم تام